# Orsimont
Orsimont is een gehucht in de Franse gemeente Villers-sur-Auchy in het departement Oise. Het ligt ruim een kilometer ten zuiden van het dorpscentrum van Villers-sur-Auchy.

## Geschiedenis
Oude vermeldingen van de plaats gaan terug tot 1160 als Ursi mons en 1176 als Orsimons. Op de 18de-eeuwse Cassinikaart is het gehucht als Orsimont aangeduid.
Op het eind van het ancien régime eind 18de eeuw, toen de gemeenten werden gecreëerd, werd het gehucht ondergebracht in de gemeente Villers-sur-Auchy. 
Auchy-en-Bray · Orsimont · Villers-sur-Auchy